# Greystones
Greystones (en irlandés Na Clocha Liatha) es una ciudad del condado de Wicklow, en la República de Irlanda. Está situada al sur de Dublín, a 8 km (5 millas) de Bray. Con una población de 18.140 habitantes.
El origen del nombre se debe a una costa de 1 km de piedras (stones) grises (Grey). La ciudad está situada entre dos playas de las mismas características. La playa del sur tiene la Bandera Azul.
La ciudad está bordeada por el mar de Irlanda al este, Bray al norte y las montañas de Wicklow al oeste.
Hoy en día, es una bella ciudad que vive del turismo y de los estudiantes que van a estudiar inglés.

## Comunicaciones
- En coche: Para llegar a Greystones por la carretera M11/N11 (Dublín-Wexford).
- En tren: Greystones cuenta con la estación de Greystones inaugurada en 1855, en la que hacen parada los trenes de cercanías del DART lanród Éirean, etc.
- En autobús: Esta ciudad tiene varias líneas, 84, 84X (Conectan desde Dublín), 184 desde Bray. Y el número 3 que solo funciona por las mañanas y une con Dublín. "Air Coach" une todos los días al aeropuerto de Dublín con la ciudad.
- También es posible llegar caminando a la ciudad desde la cercana localidad de Bray por la montaña de Bray Head, una ruta de senderismo de 6 km muy popular tanto para la población local como para los turistas.